# L'Exil intérieur : schizoïdie et civilisation
 (décembre 2013).
L'Exil intérieur : schizoïdie et civilisation est un livre de Roland Jaccard publié en 1975. 

## Contexte
La schizoïdie est, d'après le DSM IV-TR, un mode de détachement vis-à-vis des relations sociales. Incapable de se rendre compte de sa solitude ou de son besoin d'expression corporelle et sentimentale, l'individu schizoïde ne semble pas touché par les marques d’affections qui lui sont portées et n'exprime pas ses émotions.
C'est dans un wagon où personne ne se parlait que l'idée du livre lui est venue.
Roland Jaccard décrit la civilisation occidentale du Moyen Âge pour arriver à la conclusion qu'aujourd'hui, « Nous côtoyons l'autre mais ne le rencontrons jamais. Nous vivons socialement dans une sorte de coït interrompu généralisé. »
Ce livre s'appuie notamment sur la pensée de Georges Devereux qui, par ses études sur la schizophrénie, en est venu à considérer nos psychoses comme étant ethniques, « nourries et entretenues par la civilisation moderne. »[réf. nécessaire]
L'essai s'appuie sur les travaux de psychanalyse de Freud, puis Georges Devereux, ainsi que Norbert Elias.

## Éditions
- Roland Jaccard, L'Exil intérieur : schizoïde et civilisation  (ISBN 2130361692)
- Rééditions 1979 et 2006

## Réception
La critique du Monde diplomatique décrit un auteur qui ne cède pas à la tentation du désespoir malgré sa description pessimiste de la société humaine moderne. Pendant sa campagne électorale en vue de l'élection présidentielle française de 2022, le candidat d'extrême-droite Éric Zemmour fait une référence explicite à ce livre lors d'une de ses prises de parole ("vous êtes des exilés de l'intérieur").